# لويس أفونسو
لويس أفونسو (بالبرتغالية: Luís Afonso‏) هو دراج برتغالي، ولد في 14 يناير 1990.

## وصلات خارجية
- لويس أفونسو على موقع الاتحاد الدولي للدراجات (الإنجليزية)
- لويس أفونسو على موقع أرشيف الدراجات (الإنجليزية)
- لويس أفونسو على موقع إحصائيات الدراجات الإحترافية (الإنجليزية)
- لويس أفونسو على موقع نسبة الدراجات (الإنجليزية)